# Glenea extrema
Glenea extrema é uma espécie de escaravelho da família Cerambycidae.  Foi descrito por David Sharp em 1900.